# Рогозин, Пётр Карпович
Пётр Карпович Рогозин (1900—1991) — сержант Рабоче-крестьянской Красной Армии, участник Великой Отечественной войны, Герой Советского Союза (1943).

## Биография
Пётр Рогозин родился 22 августа 1900 года на хуторе Рыбальчино (ныне — Каменский район Воронежской области). После окончания начальной школы работал в колхозе. В 1939—1940 годах проходил службу в Рабоче-крестьянской Красной Армии, участвовал в боях советско-финской войны. В июне 1941 года Рогозин повторно был призван в армию. С августа того же года — на фронтах Великой Отечественной войны.
К октябрю 1943 года сержант Пётр Рогозин командовал отделением 170-го инженерно-сапёрного батальона 14-й инженерно-сапёрной бригады 65-й армии Центрального фронта. Отличился во время битвы за Днепр. В ночь с 14 на 15 октября 1943 года отделение Рогозина переправляло советских бойцов и командиров через Днепр в районе посёлка Лоев Гомельской области Белорусской ССР. За три рейса Рогозин лично перевёз 75 бойцов и командиров, а затем протянул через реку канат для парома. Был ранен, но остался на своём посту.
Указом Президиума Верховного Совета СССР от 30 октября 1943 года сержант Пётр Рогозин был удостоен высокого звания Героя Советского Союза с вручением ордена Ленина и медали «Золотая Звезда».
После окончания войны Рогозин был демобилизован. Проживал и работал сначала на родине, затем в Москве. Умер 29 января 1991 года.
Был также награждён орденом Отечественной войны 1-й степени и рядом медалей.
В октябре 1971 года стал жертвой мошенника Ваньки Хитрого, выкравшего у него Золотую Звезду во время отдыха в городе Сочи. Однако вор был вскоре пойман и медаль возвращена Рогозину.
Скончался в Москве 29 января 1991 года. Похоронен на Котляковском кладбище.